# Armadillo quadritracheatus
Armadillo quadritracheatus är en kräftdjursart som beskrevs av Gustav Budde-Lund 1913. Armadillo quadritracheatus ingår i släktet Armadillo och familjen Armadillidae. Inga underarter finns listade i Catalogue of Life.